# 維克克區

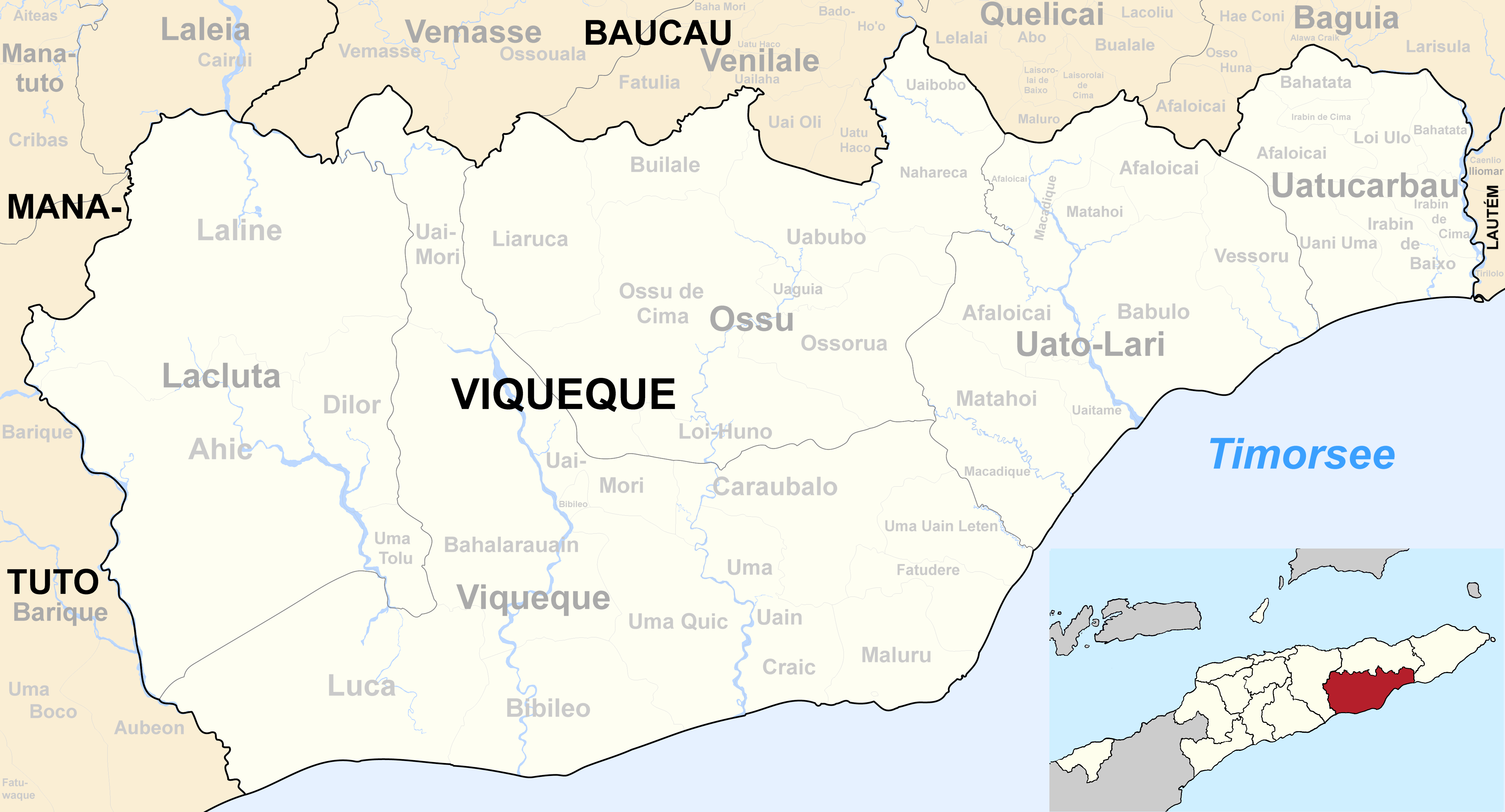
維克克區的下級區域

維克克區（德頓語：Vikeke）是東帝汶面積最大的行政區劃。該區的人口有66,434人（2004年數據），面積1,781平方公里。首府位於維克克，下級區域有Lacluta、Ossu、Uatolari、Uato Carabau和Viqueque。所有行政區劃的劃分與殖民地時代相同。
維克克區處於帝汶島的南岸，靠近帝汶海。它北與包考區相鄰，東接勞滕區，而西和馬納圖托區接壤。
維克克區是馬來-玻里尼西亞語族中德頓語的發祥地，德頓語與葡萄牙語同時是東帝汶的官方語言。而該區東部居民說巴布亞紐幾內亞語言中的巴布亞語。